# Constant Craving
Singles de k.d. lang
Trail of Broken Hearts
(1990) Miss Chatelaine
(1992)
Constant Craving est une chanson écrite par k.d. lang et Ben Mink. Interprétée par k.d. lang, elle est extraite de l'album Ingénue sorti en 1992.

## Écriture
k.d. lang compose la chanson à Vancouver après avoir écouté Black Crow de Joni Mitchell. Ben Mink reprend la mélodie et le tempo, plus lent à l'origine. L'écriture des paroles prend plusieurs mois. Constant craving (« envie permanente ») fait référence au saṃsāra bouddhiste. Pour Mink, le titre parle de traverser des moments difficiles. La chanson est d'abord intitulée Easter Passover, ayant été écrite à Pâques (easter) et Pessa'h (passover).
L'enregistrement est difficile, la chanteuse nécessitant une endodontie chirurgicale pour pouvoir enregistrer le titre.

## Sortie et accueil
La chanson sort peu après le coming out de k.d. lang. Certaines stations de radio refusent alors de jouer sa musique et des protestations ont lieu aux Grammy Awards. Constant Craving connaît un succès modéré jusqu'à la publication d'une photographie de k.d. lang se faisant raser par Cindy Crawford à la une de Vanity Fair.
Constant craving est considéré comme le plus grand succès de la carrière de k.d. lang. Aux États-Unis, la chanson est le premier titre de k.d. lang à entrer dans le Billboard Hot 100, atteignant la 38e position du classement. Constant Craving arrive également en deuxième position du Hot Adult Contemporary Tracks. Au Canada, la chanson atteint le top 10 des meilleures ventes de single. Au Royaume-Uni le titre rencontre le succès lors de sa deuxième sortie, en 1993, se classant en 15e place des ventes de single.
Lors de la 35e cérémonie des Grammy Awards, Constant craving remporte la récompense de la « meilleure prestation vocale pop féminine ». Le single est également nommé dans les catégories « enregistrement de l'année » et « chanson de l'année ».

## Clip
Le clip de Constant Craving est réalisé par Mark Romanek, s'inspirant de En attendant Godot de Samuel Beckett. Il remporte le MTV Video Music Award de la meilleure vidéo féminine en septembre 1993.

## Reprises
En 1995, Abigail (en) sort une version techno de la chanson. En 1997, les Rolling Stones sortent Anybody Seen My Baby?, musicalement proche de Constant Craving. Les Rolling Stones créditent k.d. lang et Ben Mink sur le titre.
La chanson est également reprise du septième épisode de la troisième saison de la série télévisée Glee. Clôturant l'épisode, elle est interprétée par Santana Lopez (Naya Rivera), Shelby Corcoran (Idina Menzel) et Kurt Hummel (Chris Colfer).